# ویلا سانت‌آنجلو
ویلا سانت‌آنجلو (به ایتالیایی: Villa Sant'Angelo) یک کومونه در ایتالیا است که در استان لاکویلا واقع شده‌است. ویلا سانت‌آنجلو ۵٫۲۶ کیلومتر مربع مساحت و ۴۳۶ نفر جمعیت دارد و ۵۷۰ متر بالاتر از سطح دریا واقع شده‌است.

## خواهرخوانده
شهر فیناله امیلیا خواهرخواندهٔ ویلا سانت‌آنجلو هست.